# 二硒化锝
二硒化锝是一种无机化合物，化学式为TcSe2。它可由硒和锝在高温反应得到。它是一种半导体，根据HSE06计算，块材的1Tdp相的间接带隙为1.01 eV，单层材料增大至1.64 eV。它可用作光解水的催化剂。

## 拓展阅读
- Игорь Бекман. . Litres. 15 May 2022  [2022-10-12]. ISBN 9785043090591. （原始内容存档于2022-10-12） （俄语）.